# DSG3
La DSG3 ou desmogléine-3 est une protéine qui, chez l'homme, est codée par le gène DSG3,. Dans l'épiderme cutané, la desmogléine-3 est exprimée dans les couches inférieures basales de l'épiderme, et domine en termes d'expression sur les surfaces muqueuses par rapport à la desmogléine-1.

## Fonction
Les desmosomes ont des jonctions cellule-cellule entre les cellules épithéliales, myocardiques et certains autres types de cellules. La desmogléine 3 est une glycoprotéine transmembranaire qui se lie au calcium et qui est un composant des desmosomes dans les cellules épithéliales des vertébrés. Actuellement, quatre membres de la sous-famille des desmogléines ont été identifiés et tous font partie de la superfamille des molécules d'adhésion cellulaire de type cadhérine. Ces membres de la famille des gènes de la desmogléine sont situés dans un groupe sur le chromosome 18. Cette protéine, ainsi que la desmogléine-1, a été identifiée comme l'autoantigène de la maladie auto-immune des cloques cutanées, le pemphigus vulgaire. La forme dominante muqueuse du pemphigus vulgaire n'implique que des anticorps contre la desmogléine-3 et provoque des érosions des muqueuses, mais pas de lésions cutanées. La desmogléine-3 est un marqueur pronostique du carcinome épidermoïde de l'œsophage (ESCC) et peut même être impliquée dans la progression de l'ESCC.

## Pathogénicité
La pathogénicité des anticorps Desmoglein-3 provient de l'existence d'un résidu tryptophane qui pourrait interagir avec la poche de liaison nécessaire à la trans-interaction des molécules de Desmoglein. De tels anticorps peuvent conduire à la cause de troubles cutanés comme le pemphigus vulgaris.

## Interactions
Il a été démontré que la desmogléine 3 interagit avec PKP3.